# Биченко Нінель Антонівна
Нінель Антонівна Биченко (28 жовтня 1927, Київ — 14 вересня 2022, Київ) — радянський та український театральний педагог, викладачка кафедри театрального мистецтва КНУКіМ та КНУТКіТ ім. Івана Карпенка-Карого, професор. Художня керівниця театру «Гайдамаки XXI ст.». Заслужений діяч мистецтв України (2003). Лавреатка театральної премії «Київська пектораль» (2017) за внесок у розвиток театрального мистецтва.

## Життєпис
Учениця режисера Михайла Верхацького, учня Леся Курбаса.
Авторка науково-методичних рекомендацій для театральних факультетів.
Режисерка вистав учбових театрів (напр. «Вагончик» за Н. Павловою — спільна постановка із Петром Ільченко).
Була одружена з актором Миколою Козленком. Померла 14 вересня 2022 року на 95-у році життя.

## Відомі учні
Серед учнів Нінель Биченко в різні роки були:
- Богдан Бенюк, Народний артист України
- Олександр Книга, Заслужений діяч мистецтв України, Народний артист України, генеральний директор-художній керівник Херсонського музично-драматичного театру ім. М. Куліша, директор Міжнародного театрального фестивалю «Мельпомена Таврії»[джерело?]
- Наталка Кобізька
- Михайло Мельник, засновник, художній керівник, режисер і єдиний актор Театру одного актора «Крик»[6],
- Дмитро Рибалевський, Заслужений артист України
- Людмила Смородіна, Народна артистка України[7]
- Анатолій Хостікоєв, Народний артист УРСР
- Григорій Шумейко
- Чепура Катерина Петрівна

та багато інших.

## Звання та нагороди
- 2003 — Заслужений діяч мистецтв України[2]
- 2017 — Театральна премія «Київська пектораль» (сезону 2017 року) — за внесок у розвиток театрального мистецтва[3][8].